# Christophe Kempé
Christophe Maurice Jean Kempé (Aubervilliers, Francuska, 2. svibnja 1975.) je bivši francuski rukometaš i nacionalni reprezentativac. Gotovo cijelu karijeru proveo je u Toulouseu gdje je nosio dres s brojem 9 dok je s Francuskom (broj 14) osvojio sve tri glavne rukometne titule.

## Karijera
Kempé je rukometnu karijeru započeo 1992. igrajući za PSG a od 1995. za USAM Nîmes da bi nakon jedne sezone prešao u Toulouse s kojim je 1998. osvojio nacionalni kup. Dvije sezone proveo je nastupajući za španjolsku Bidasou Irún da bi se 2001. vratio u matični Toulouse. Ondje je i završio igračku karijeru 2010. godine.
Christophe je za Francusku debitirao 16. prosinca 1996. u susretu protiv Alžira. Prve veće uspjehe s reprezentacijom ostvario je osvajanjem svjetskih bronci u Portugalu 2003. odnosno Tunisu 2005. Godinu potom postao je europski prvak da bi se u Pekingu 2008. osvojio i olimpijski naslov. Jedna lijepa reprezentativna priča završena je 2009. kada je objedinjen i svjetski naslov na Prvenstvu u Hrvatskoj.
Ukupno govoreći, izbornik Claude Onesta koristio ga je u reprezentaciji uvijek u sporednoj ulozi kao rotacijskog igrača koji je uvijek bio u sjeni Bertranda Gillea.

## Vanjske poveznice
- Profil rukometaša na Sports-reference.com  Arhivirana inačica izvorne stranice od 17. travnja 2020. (Wayback Machine)